# La nacionalitat catalana
La nacionalitat catalana (en français : « La nationalité catalane ») est un essai paru en 1906 du politique catalan Enric Prat de la Riba (1870-1917). Son objectif politique, et non historique, était de définir la vision de la Ligue Régionaliste, parti conservateur et catalaniste. Il est traduit en espagnol par Royo Vilanova en 1917. L'auteur de l'ouvrage préparait alors une œuvre plus ambitieuse, plus complète et exhaustive, de laquelle ne parut que le plan.

## Histoire
L'ouvrage, paru en 1906, reprend différents textes déjà parus auparavant dans diverses publications :
- Les chapitres II, III et IV constituaient la préface de Regionalisme i federalisme (1905) de Lluís Duran i Ventosa ;
- Les chapitres V, VI et VII reprennent le texte d'une conférence donnée en 1897 à l’Ateneu Barcelonès sous le titre El fet de la nacionalitat catalana ;

Le reste de l'ouvrage est original, tout en reprenant des idées déjà apparues dans son Compendi de la doctrina catalanista.
Réédité à de nombreuses reprises et traduit en espagnol et en italien, l'ouvrage fait partie de la collection Les millors obres de la literatura catalana (Les meilleures œuvres de la littérature catalane) de Edicions 62.

## Résumé et contenu
L'auteur considère la nation comme un état naturel, tandis que l'État serait artificiel, malgré le fait que toute nation aspire à se constituer en État. Considérant l'Espagne comme un État à plusieurs nations, l'Espagne n'est donc pas une nation mais plutôt un État centré autour de la Castille. Prat de la Riba présente la nation comme  une unité de culture et de civilisation, avançant l'idée politique de la Catalogne pour les catalans. Il présente les différents pays de langue catalane comme une nation naturelle, tout en reconnaissant qu'ils n'ont jamais constitué ensemble un unique État. Finalement, il ne préconise pas une indépendance des pays catalans, mais plutôt une autonomie au sein d'une fédération.
Dans le chapitre consacré à l'impérialisme, sans doute influencé par Eugenio d'Ors, Prat de la Riba postule une hiérarchie entre des cultures supérieures et d'autres inférieures, admettant la guerre comme un moyen nécessaire pour imposer la culture des premières aux secondes. Il utilise donc le concept d'impérialisme pour justifier l'influence de la politique catalane contre le reste de l'Espagne.